# 마시모 볼타
마시모 볼타(이탈리아어: Massimo Volta, 1987년 5월 14일, 이탈리아 데센차노델그라다 ~ )는 이탈리아의 축구 선수이며 현재 FC 카르페네돌로 SSD에서 뛰고있다.